# Weidenauer Wasser
Das Weidenauer Wasser, auch Weide, am Oberlauf Setzdorfer Wasser, am Mittellauf Schlippwasser (tschechisch Vidnavka, polnisch Widna bzw. Widnawka) ist ein rechter Zufluss der Glatzer Neiße in Tschechien und Polen.
Ein letztes verheerendes Hochwasser gab es im Jahr 1997. Verantwortlich für die Pflege des 21,427 km tschechischen Flussabschnittes ist die Wasserverwaltung in Javorník.

## Verlauf
Die Vidnavka entspringt in Tschechien drei Kilometer nördlich von Lipová-lázně im Reichensteiner Gebirge. Ihre beiden Quellen liegen westlich des Studniční vrch (991 m) in ca. 900 m ü. M. auf dem Nesselkoppenkamm (Sokolský hřbet). Sie fließt dann in nordwestliche Richtung durch das Gemärke (Na Pomezí) an der Jeskyně Na Pomezí vorbei und bildet die natürliche Grenze zwischen dem Oberlindewieser Bergland (Hornilipovská hornatina) und dem Nesselkoppenkamm.
Über Vápenná, Žulová, Žlíbek und Kobylá nad Vidnavkou, führt die Vidnavka ihr Wasser in nördliche Richtungen ab. Bei Hukovice wendet sich der Fluss nach Nordosten. Entlang der Vidnavka reihen sich auf tschechischen Gebiet dann die Orte Velká Kraš, Malá Kraš, Nová Malá Kraš, Fojtova Kraš, Vidnava und Krasov aneinander. Westlich des Dorfes Łąka fließt das Gewässer auf polnisches Territorium, wo es als Widna bzw. Widnawka bezeichnet wird. Am weiteren Lauf liegt Kałków, dann verläuft die Widna zwischen den Dörfern Buków und Wierzbno hindurch und mündet nach 32 Kilometern in 198 m ü. M. im Jezioro Nyskie in die Glatzer Neiße.

## Zuflüsse
- Obloučník (l), bei Lesní Čvrť
- Vápenský potok (r), in Vápenná
- Ztracený potok bzw. Polka (l), in Vápenná
- Stříbrný potok (l), in Žulová
- Skorošický potok (l), unterhalb von Tomíkovice
- Černý potok (r), bei Malá Kraš
- Łuża (r), unterhalb von Kałków